# Лазурський Володимир Федорович
Лазурський Володимир Федорович (8 липня 1869 — 1947) — літературознавець, філолог, професор Новоросійського університету, викладач Одеських вищих жіночих курсів, професор Одеського інституту народної освіти. Перший біограф художника К. Костанді.

## Біографія
Володимир Федорович Лазурський народився 8 липня 1869 р. в місті Переяславі Полтавської губернії (нині в Київської області) в родині протоієрея Федора Лазурського.
Молодший брат Володимира Олександр Федорович згодом став видатним психологом, зокрема, дослідником психології творчості.
Володимир Лазурський згадував, що в 1860-х роках батько захоплювався українською поезією. Родинним лікарем був колишній лікар Т. Г. Шевченка Андрій Козачковський. Гостюючи в родичів у селі біля Гадяча, В. Лазурський разом з іншими дітьми співав українські пісні. Пізніше придбав збірник українських пісень, виданий Є. Фесенком в Одесі в 1908 році, і з'ясував, що він знає 35 із 101 опублікованих у збірнику творів.
Пристрасна любов до поезії й музики зміцніла під час навчання В. Лазурського (1888—1892 рр.) на історико-філологічному факультеті Московського університету. Він згадував, що вчився успішно, однак мріяв про літературну кар'єру. Провідну роль у становленні особистості В. Лазурського відіграв видатний літературознавець Микола Стороженко. Під час навчання в «аспірантурі» у М. І. Стороженка В. Ф. Лазурський досліджував історію англійської журналістики XVIII сторіччя й викладав у кількох московських гімназіях. Брав також активну участь у діяльності молодіжно-літературного гуртка. Серед поважних його московських приятелів був поет Валерій Брюсов. Згодом познайомився з письменниками І. Буніним та К. Чуковським.
Важливим моментом в московському періоді життя було вчителювання в родині Льва Толстого в Ясній Поляні. В останні роки XIX ст. опублікував чимало літературознавчих статей, рецензій та оглядів.
У 1911 році розпочав викладацьку кар'єру на посаді приват-доцента кафедри західноєвропейської літератури історико-філолологічного факультету Новоросійського університету. До 1920 року він викладав курси з історії середньовічної літератури, літератури ренесансу і неокласицизму, літератури XVIII ст., англійської літератури XVII—XVIII ст., досліджував творчість В. Шекспіра, Ф. Шіллера, Д. Г. Байрона. З відкриттям Одеських Вищих жіночих курсів (ОВЖД) В. Лазурський проявив себе як досвідчений викладач навчального закладу, де він тривалий час обіймав посаду секретаря професорської Ради.
1919 року став одним з організаторів створення Одеського українського театрального інституту імені Кропивницького.
З 1920 до 1930 року (до виходу на пенсію) був професором Одеського інституту народної освіти (ОІНО).
У 1944 році В. Лазурського було заарештовано, але згодом діло було закрито. Потім продовжував працювати в Одеському державному університеті.
Помер в Одесі 1 травня 1947 року.

## Родина
У 1908 році одружився зі студенткою історико-філологічного факультету ОВЖК Наталею Богомолець — двоюрідною сестрою українського академіка Олександра Богомольця. В цьому союзі в 1909 році народився син Вадим Лазурський, в майбутньому — видатний художник-графік та каліграф.

## Внесок у мистецьке життя Одеси

### Театральне мистецтво
Наталя Богомолець-Лазурська грала у виставах української трупи, тому родина товарищувала з багатьма діячами українського театру, в тому числі М. Заньковецькою. В 1910-х на шпальтах одеських газет виходять статті Лазурських про Марію Заньковецьку та український театр.
У 1917 році Лазурські започатковують в Козельці. а потім й в Одесі «Українське мистецьке товариство ім. М. Заньковецької». Згодом, у 1918 році подружжя виказало ідею створення в Одесі Української театральної студії, другої в Україні після Музикально-драматичного інституту ім. М. В. Лисенко. Одеську Українську театральну студію ім. М. Кропивницького 8 місяців очолював саме В. Ф. Лазурський.

### Образотворче мистецтво
Творча спадщина В.Лазурського — вагомий внесок у історію мистецького життя в Одесі. Володимир Федорович активно спілкувався з членами Товариства південноросійськіх художників, творче життя та побут яких знайшли відображення в його мемуарах.
У 1918 році брав участь в засіданні по реорганізації Одеського художнього училища. У листопаді 1921 року, після смерті К. К. Костанді, В. Ф. Лазурський взяв участь у «Комітеті по увіковічуванню академіка живопису К. К. Костанді». Пізніше, у 1922 році став членом-засновником Художнього товариства ім. К. К. Костанді, отримавши посаду секретаря товариства. Лазурський почав працювати над біографічними нарисами, складає та пише вступні статті до каталогів посмертних виставок К. К. Костанді, Т. Я. Дворникова.